# Solanum crinitum
Solanum crinitum es una especie arbustiva perteneciente a la familia Solanaceae y nativa de América del Sur.  

## Taxonomía
Solanum crinitum fue descrita por Jean-Baptiste Lamarck y publicado en Tableau Encyclopédique et Methodique ... Botanique 2: 20. 1794.
Etimología
Solanum: nombre genérico que deriva del vocablo Latíno equivalente al Griego στρνχνος (strychnos) para designar el Solanum nigrum (la "Hierba mora") —y probablemente otras especies del género, incluida la berenjena— , ya empleado por Plinio el Viejo en su Historia naturalis (21, 177 y 27, 132) y, antes, por Aulus Cornelius Celsus en De Re Medica (II, 33). Podría ser relacionado con el Latín sol. -is, "el sol", debido a que la planta sería propia de sitios algo soleados.
crinitum: epíteto latino que significa "con largos pelos".
Sinonimia
- Solanum cyananthum Dunal
- Solanum cyananthum var. jubatum (Roem. & Schult.) Dunal
- Solanum formosum Dunal
- Solanum jubatum Roem. & Schult.[6]